# Belgische kampioenschappen atletiek 1891
In 1891 vonden de Belgische kampioenschappen atletiek Alle Categorieën plaats op de wielerbaan van Ter Kameren in Brussel. Er werden alleen kampioenschappen voor mannen georganiseerd. De 400 meter en de 110 meter horden stonden voor het eerst op het programma.

## Uitslagen

### 100 m
| Rang   | Atleet        | Prestatie |
| ------ | ------------- | --------- |
| Goud   | Etienne De Ré | 11,0 s    |
| Zilver | Louis Roy     |           |
| Brons  |               |           |

### 400 m
| Rang   | Atleet          | Prestatie |
| ------ | --------------- | --------- |
| Goud   | Etienne De Ré   | 55,4 s    |
| Zilver | Alphonse Denies |           |
| Brons  |                 |           |

### 1 mijl
| Rang   | Atleet             | Prestatie |
| ------ | ------------------ | --------- |
| Goud   | Georges Schepers   | 4.59,0    |
| Zilver | Henri Van de Waele |           |
| Brons  |                    |           |

### 110 m horden
| Rang   | Atleet   | Prestatie |
| ------ | -------- | --------- |
| Goud   | Max Kahn | 17,2 s    |
| Zilver | Le Roi   |           |
| Brons  |          |           |

1889 · 
1890 · 
1891 · 
1892 · 
1893 · 
1894 · 
1895 · 
1896 · 
1897 · 
1898 · 
1899 · 
1900 · 
1901 · 
1902 · 
1903 · 
1904 · 
1905 · 
1906 ·
1907 ·
1908 · 
1909 · 
1910 · 
1911 · 
1912 · 
1913 · 
1914 · 
1919 · 
1920 · 
1921 · 
1922 · 
1923 · 
1924 · 
1925 · 
1926 · 
1927 · 
1928 · 
1929 · 
1930 · 
1931 · 
1932 · 
1933 · 
1934 · 
1935 · 
1936 · 
1937 · 
1938 · 
1939 · 
1940 · 
1941 · 
1942 · 
1943 · 
1944 · 
1945 · 
1946 · 
1947 · 
1948 · 
1949 · 
1950 · 
1951 · 
1952 · 
1953 · 
1954 · 
1955 · 
1956 · 
1957 · 
1958 · 
1959 · 
1960 · 
1961 · 
1962 · 
1963 · 
1964 · 
1965 · 
1966 · 
1967 · 
1968 · 
1969 · 
1970 · 
1971 · 
1972 · 
1973 · 
1974 · 
1975 · 
1976 · 
1977 · 
1978 · 
1979 · 
1980 · 
1981 · 
1982 · 
1983 · 
1984 · 
1985 · 
1986 · 
1987 · 
1988 · 
1989 · 
1990 · 
1991 · 
1992 · 
1993 · 
1994 ·
1995 · 
1996 · 
1997 · 
1998 · 
1999 · 
2000 · 
2001 · 
2002 · 
2003 · 
2004 · 
2005 · 
2006 · 
2007 · 
2008 · 
2009 · 
2010 · 
2011 · 
2012 · 
2013 · 
2014 · 
2015 · 
2016 · 
2017 · 
2018 · 
2019 · 
2020 · 
2021 · 
2022 · 
2023 · 
2024